# Faradjan
Faradjan est une commune rurale située dans le département de Sidéradougou de la province de la Comoé dans la région des Cascades au Burkina Faso.

## Géographie
Faradjan est situé à environ 45 km au sud de Sidéradougou, le chef-lieu du département, ainsi qu'à environ 60 km au sud-est de Banfora. Le village est à 30 km au sud-ouest de Kouéré et de la route nationale 11 reliant Banfora à Gaoua.

## Démographie
| 2003  | 2006  | 2012 |
| ----- | ----- | ---- |
| 2 196 | 3 129 | -    |

## Santé et éducation
Faradjan accueille un centre de santé et de promotion sociale (CSPS) tandis que le centre hospitalier régional (CHR) se trouve à Banfora.
Le village possède deux écoles primaires publiques (au bourg et à Souroukoutomo).